# George Koltanowski
George Koltanowski (Antwerpen, 17 september 1903 – San Francisco, 5 februari 2000) was een Belgische schaker. In 1938 vluchtte hij naar de Verenigde Staten voor de Tweede Wereldoorlog. In 1923, 1927 en 1930 was hij schaakkampioen van België geweest. In de jaren vijftig speelde hij mee in de Schaakolympiade. Zijn beste toernooien vonden echter in Barcelona plaats. Hij was een beroepsschaker en heeft duizenden partijen gespeeld. Zijn specialiteit was simultaan blindschaken. In 1937 speelde hij in Edinburgh 34 partijen blind simultaan, hij won er 24 en verloor er 10. In 1988 werd hij eregrootmeester. Voor de San Francisco Chronicle schreef hij een groot aantal schaakcolumns; een geliefde uitspraak van hem was "Pionnen zijn als knoopjes. Als je er genoeg van verliest zakt je broek vanzelf af".